# Antonio di Simone Petrarca
Antonio di Simone Petrarca (Tivoli, 1470 – Tivoli, dicembre 1542) è stato uno storico italiano.

## Biografia
Antonio (di Simone o Simeone) Petrarca, figlio di Simone e di Angela De Advocatis, esercitò a Tivoli la professione di notaio. Radunò e scrisse in un codice membranaceo tutti i diritti, privilegi, diplomi, bolle imperiali e pontificie, riguardanti la città di Tivoli dal 1200 al 1533 e formò per incarico del Consiglio Comunale il nuovo Catasto del Territorio Tiburtino nell'anno 1535, affinché si potesse ripartire equamente la tassa detta delle mille libre, che costituiva la somma di 200 scudi che la Comunità Tiburtina, nel giorno di Ognissanti, doveva corrispondere da antichissima data alla Camera Apostolica di Roma.

Ebbe anche l'incarico, soprattutto per l'esortazione del capomilizia Antonio Viscanti, di correggere, riordinare, modificare le leggi statuarie di Tivoli e formarne così un corpo regolare, anche perché in tal modo lo Statuto cittadino potesse essere meglio osservato nella sua integrità.

### Opere
- Statuta et reformationes circa stilum civitatis Tyburtinae, impressum per Magistrum Stephanum Guillereti de Lotoringia, Roma, 1522.[2]
- Codice diplomatico di Tivoli di Antonio di Simone Petrarca, a cura di Vincenzo Pacifici, Tivoli, 1929.[3]